# Casa Cortada (Vic)
La casa Cortada és un edifici de Vic (Osona), catalogat com a bé cultural d'interès local.

## Història
Va ser construïda en el solar que havien ocupat tres cases que s'arrenglaven des de la plaça de Sant Felip fins al carrer de Sant Hipòlit (actualment de Sant Miquel), i sembla que es va començar al segle xvi i al segle xvii es va reformar i ampliar. La seva tipologia recorda l'estil del llinatge dels Moretó. Al segle xviii era propietat de la família Cortada, que emparentaren amb els Oriola mitjançant el matrimoni de Lucrècia de Cortada i Jonquer, pubilla de Joan Baptista de Cortada i Sallés,
amb Josep d'Oriola i Guanter.
S'hi va hostatjar el general Suchet, durant la invasió Napoleònica, així com  També s'hi varen instal·lar els infants Alfons i Blanca, i més tard la infanta Isabel, que va venir a la ciutat per a presidir els actes del centenari del naixement de Jaume Balmes. Durant la Guerra Civil hi va caure una bomba, que va provocar algunes destrosses, però no va a arribar a explotar. Als anys 1940-1941 s'hi va trobar una dona emparedada, la vestimenta de la qual es conserva al Museu Episcopal de Vic.

## Descripció
Consta de planta baixa i dos pisos i coberta a diversos vessants amb teulada àrab. La façana de la planta baixa és feta d'arrebossat imitant carreus de pedra i té diversos portals, el principal està emmarcat en un rectangle de pedra, amb motllures als brancals, l'arc escarser i amb guarda rodes a la part baixa. El primer pis és d'arrebossat i combina finestres de petites dimensions amb finestrals amb balcons. El segon pis  té finestres rectangulars petites. El coronament té una cornisa amb dentellons. El ràfec és format per llates i bigues de fusta.
Hi destaca l'escut de pedra que es troba entre el primer i el segon pis i alineat verticalment amb la porta principal. D'estil barroc, està emmarcat amb una decoració amb volutes i acabat amb unes fulles de roure amb un aglà. Coronat amb una corona comtal (un element gairebé exempt que destcada per la qualitat del baix relleu de l'escut), el camper conté quatre torres, un arbre, les quatre barres, un animal, estrelles i rosetes.
La casa conté sales decorades amb pintures de Francesc Pla «el Vigatà» i el seu cunyat Llucià Romeu, que representen escenes de Telèmac i de Sant Maurici.